# Josef Prediger
Josef Prediger (26. ledna 1812 Tanvald – 26. listopad 1891 Albrechtice v Jizerských horách) byl varhanář a starosta Albrechtic v Jizerských horách.

## Život
Narodil se v rodině významného varhanáře Ignáce Predigera (1786 – 1853) v Albrechticích v Jizerských horách. V letech 1832–1833 studoval varhanickou školu v Praze. Po smrti svého otce převzal varhanickou dílnu, ve které se také vyučil. V Albrechticích byl také starostou.

## Dílo
Během svého života vyrobil a rekonstruoval varhany nejen v oblasti Jizerských hor, ale i v Čechách. V Praze stavěl varhan pro baziliku sv. Cyrila a Metoděje. Funkční varhany se nacházejí:
- kostel sv. Františka z Pauly, Albrechtice v Jizerských horách,[2]
- kostel Navštívení Panny Marie (z roku 1852), Bozkov,
- kostel Panny Marie Vítězné, Řepín,
- evangelický kostel Českobratrské církve evangelické, Krouna,
- kostel Zvěstování Panny Marie, Litoměřice,[3] varhany byly přeneseny v letech 1980–1981 a instalovány v kostele sv. Mikuláše, Malenovice,

- kostel Nejsvětější Trojice (z roku 1870), Jiřetín pod Jedlovou,[4][5]
- kostel sv. Václava (z roku 1873), Dolní Krupá, dne 2. dubna 1918 byly rekvírovány píšťaly osmistopého principálu a čtyřstopé oktávy. Oprava byla provedena v roce 1932.[6]
- kostel Nejsvětější Trojice, Jílové u Děčína,[7]
- kostel sv. Víta, Příchovice,[8]
- kostel sv. Jana Křtitele, Újezd pod Troskami,[9]
- kostel sv. Jana Křtitele, Studenec u Horek[10]